# Christian Cannabich
Johann Christian Innocenz Bonaventura Cannabich, född 1731 (döpt 12 december) i Mannheim, död 20 januari 1798 i Frankfurt am Main, var en tysk violinist och tonsättare.

## Biografi
Cannabich tillhörde Mannheimskolan och var son till flöjtisten Martin Friedrich Cannabich i det berömda Mannheimkapellet, vilken en tid anfördes av skolans mest betydande tonsättare, Johann Stamitz. Där var han även flöjtlärare till kurfursten Karl Theodor av Pfalz. 
Cannabich var Stamitz lärjunge, och efterträdde 1757 denne som försteviolinist och ledare av kammarmusiken vid hovet i Mannheim. Cannabich komponerade operor, baletter, omkring 100 symfonier och dessutom kammarmusik. Som elev till Stamitz började han 12 år gammal som aspirant i hovorkesterns violinsektion 1744 och blev fullvärdig medlem två år senare. 
År 1748 finns han listad som violinist boende med sin far i den årligt utkommande hov- och statskalendern Churpfälzischer Hof- und Staatskalender.  
År 1750 skickades han till Rom av Karl Theodor för vidare studier hos Niccolo Jommelli. Cannabich stannade i Rom till 1753 varefter han följde med Jommelli till Stuttgart. År 1756 återvände han till Italien, denna gång till Milano, för ytterligare lektioner hos Giovanni Battista Sammartini. År 1764 följde han med hertig Kristian IV till Paris där musiker från Mannheim var särskilt populära.Cannabich besökte sedan Paris regelbundet under 1760- och 1770-talen.Där fick han sin musik framförd på Concert spirituel.Han fick även sina symfonier och trios tryckta där. 
År 1774 blev Cannabich konsertmästare vid hovkapellet i Mannheim. Fyra år senare följde han med hovet till München då Karl Theodor blev kurfurste även i Bayern. På 1780-talet sänkte kurfursten orkesterns budget och reducerade antalet musiker från 95 till 55. Cannabich själv fick klara sig på en tredjedel av sin gamla lön vilket tvingade ut honom på konsertturnéer. 
Cannabich dog då han besökte sin son Carl.

## Verk (i urval)
- 90 symfonier
- 3 violinkonserter
- 12 stråkkvartetter
- 6 pianotrior
- 30 sonater för piano och violin
- 40 baletter
- Azaki (opera 1778)
- Le croisée (opera 1788)